# Raid sur Bouna
Le Raid sur Bouna de 1607 est une opération militaire menée par les Chevaliers de Saint-Étienne et des troupes toscanes contre la ville de Bouna (aujourd’hui Annaba, en Algérie).  Cette attaque, survenue le 16 septembre 1607, s'inscrivait dans le contexte des affrontements entre les puissances chrétiennes européennes et les forces de la Régence d'Alger en Méditerranée.

## Contexte
Au début du XVIIe siècle, la Méditerranée était le théâtre de conflits constants entre les puissances chrétiennes européennes et la Régence d'Alger. Les corsaires barbaresques menaient des raids contre les navires et les côtes européennes, capturant des prisonniers pour les vendre comme esclaves. En réponse, des ordres militaires chrétiens, tels que les Chevaliers de Saint-Étienne, furent créés pour protéger les intérêts européens et lutter contre la piraterie. 
Fondé en 1561 par le Grand-duché de Toscane, l'Ordre de Saint-Étienne avait pour mission principale la lutte contre la piraterie en Méditerranée. Basé à Pise, cet ordre militaire combinait des fonctions religieuses et navales, organisant des expéditions pour sécuriser les routes maritimes et affirmer la présence toscane en mer.

## Déroulement
La flotte florentine, dirigée par l'Ordre de Saint-Étienne (une organisation navale fondée par le Grand-Duc de Toscane pour lutter contre la piraterie et l'expansion ottomane) lança une attaque surprise sur Bouna. 
Côté algérien, environ 470 musulmans furent tués et 1 464 capturés comme prisonniers. Les Toscans ne subirent que 47 pertes. L'expédition est considérée comme la plus grande opération amphibie réalisée par cet ordre militaire.